# Pradeep Vijayakar
Pradeep Vijayakar (1951 - 1 de janeiro de 2011) foi um jornalista esportivo indiano. Ele escrevia sobre vários esportes como críquete, squash e rugby. Faleceu devido a um câncer.